# Ϛ
Stigma (Ϛ, ϛ) (de στίγμα , literalmente "picadura" o "lastimadura" en griego) era una antigua ligadura del alfabeto griego que notaba el grupo /st/ y que se conservó en la escritura actual porque sirve para la numeración alfabética milesia, donde equivale a 6 (ϛʹ). Aunque se adaptó como Ç, en algunas otras lenguas como en el caso catalán donde su nombre se traduce como "C lastimada" o "rota". 

## Historia
Contrariamente a lo que parece, la stigma no es una sigma final griega (ς): en efecto, es la evolución de la ligadura de una sigma lunar (Ϲ) con tau (Τ) que, en principio, se trazaba  (ϹΤ) mientras que la sigma final es una sigma lunar dotada de un gancho final debido al movimiento del cálamo (ver Variante contextual para otros detalles). La ligadura se simplificó rápidamente en Ϛ. Así, se podía escribir "ΚΟΝϹΤΑΝΤΙΝΟϹ" o "ΚΟΝϚΑΝΤΙΝΟϹ" para Constantinos.
"Stigma" también se refería a la grafía cursiva de la letra digamma. Esta denominación se originó en una confusión moderna. La ligadura στ no apareció en la época antigua y solo se remonta a los manuscritos posteriores de la Edad Media. En el Lexicon de Sófocles en griego bizantino, el cual abarca el período griego tardío hasta el 1000, no hay menciones de la "stigma" ni como ligadura ni como cifra.
Debido a una confusión con digamma (Ϝ), que se trazaba más simplemente  en un principio y luego en la escritura uncial (letra que el alfabeto solo conserva porque permitía escribir el número 6 (ϝʹ), la stigma ( en un principio), de uso frecuente, reemplazó en la Edad Media a la digamma original. En efecto, los dos caracteres se trazaban de manera muy semejante. 

### Variantes epigráficas
En las fuentes epigráficas arcaicas aparecen las siguientes variantes:

## Uso
Actualmente, al ya no ser utilizada la stigma como ligadura, se la ve reemplazada a menudo por las dos letras sigma y tau escritas una al lado de la otra: ϛʹ = στʹ = 6. 
Un ejemplo de uso conocido de esta numeración es el Número de la Bestia, en el Apocalipsis de San Juan, donde aparece como χξςʹ (ji, xi, stigma), que representa el valor Seiscientos sesenta y seis.

## Unicode
En Unicode, la stigma está codificada como "Letra griega stigma" U+03DA (Ϛ) y "Letra griega stigma minúscula" U+03DB (ϛ). Esta minúscula tiene apariencia similar a la de la sigma final (ς), pero el arco superior tiende a ser un poco más largo, extendiéndose más hacia la derecha.
- Griego[3]

| Carácter      | Ϛ                   | Ϛ                   | ϛ                         | ϛ                         |
| ------------- | ------------------- | ------------------- | ------------------------- | ------------------------- |
| Unicode       | GREEK LETTER STIGMA | GREEK LETTER STIGMA | GREEK SMALL LETTER STIGMA | GREEK SMALL LETTER STIGMA |
| Codificación  | decimal             | hex                 | decimal                   | hex                       |
| Unicode       | 986                 | U+03DA              | 987                       | U+03DB                    |
| UTF-8         | 207 154             | CF 9A               | 207 155                   | CF 9B                     |
| Ref. numérica | &#986;              | &#x3DA;             | &#987;                    | &#x3DB;                   |